# Ahmo Hight
Ahmo Kathleen Hight (ur. 18 września 1973 w Chicago, zm. 28 sierpnia 2023) – amerykańska aktorka, modelka fitness i modelka strojów kąpielowych (swimsuit model). Zwyciężczyni zawodów fitness Ms. Fitness USA 1994 i Ms. Fit Body Bay Area 1994. Określana jedną z najbardziej wpływowych modelek fitness swojej ery ze względu na szczególną urodę oraz budowę ciała. 

## Biogram
Dorastała w małej miejscowości Cloquet w stanie Minnesota, gdzie w czasach szkolnych amatorsko trenowała gimnastykę. Karierę w show-biznesie zaczynała od występów w fitnessie. W 1994 wygrała zawody Ms. Fitness USA (Western States Division) oraz Ms. Fit Body Bay Area. Następnie rozpoczęła karierę modelki - pozowała na okładki takich czasopism jak Hard Body International (u boku Jean-Pierre Fuxa) FLEX, Sports Illustrated, Ironman Magazine oraz Playboy i Celebrity Sleuth. W 1997 zaczęła występować jako aktorka telewizyjna, używając pseudonimu artystycznego Amy Hite. 
Jako aktorka najbardziej znana była z ról w telewizyjnych produkcjach softcore spod znaku Playboya oraz kanału telewizyjnego Cinemax, występując u boku takich aktorek jak Taylor St. Claire, Nikki Fritz czy Anna Nicole Smith. W 2008 i 2009 wzięła udział w programach typu reality show produkowanych przez kanał muzyczny VH1 - Real Chance of Love i I Love Money. W programie Real Chance for Love wystąpiła pod pseudonimem MILF w drużynie Real Girls gdzie była jedną z trzech finalistek tego show, wyeliminowaną w 10. odcinku programu. W I Love Money pojawiła się na początku 2009, w drugim sezonie tego reality show, gdzie została wyeliminowana w 5. odcinku tego programu. Pojawiała się również w reklamach telewizyjnych.
Pod koniec marca 2015 została oskarżona o napaść drugiego stopnia - przemoc domową po dźgnięciu mężczyzny nożyczkami w Watertown w stanie Minnesota.
Zmarła 29 sierpnia 2023 (prawdopodobną, domniemaną przyczyną śmierci był zakrzep krwi spowodowany upadkiem i urazem głowy). Miała syna z zawodowym kulturystą Chrisem Cormierem - uczestnikiem zawodów organizowanych przez Międzynarodową Federację Kulturystyki i Fitnessu (IFBB). Jej imię „Ahmo” w języku północnoamerykańskich Indian Odżibwejów znaczy „mały trzmiel”.

### Wybrana filmografia
- Grzeszne sekrety (oryg. Secret Pleasures; 2002) jako Cara
- Nienasycone żony (Insatiable Wives, 2000) jako Sandra
- Passion’s Desire (1999) jako Nancy
- Anna Nicole Smith: Exposed (1998) jako pokojówka
- Hotel Exotica (1998) jako Rachel
- Restless Souls (1998) jako Mary
- Niebieski Pacyfik (serial telewizyjny; 1997[14]) jako Joanne

### Fitness i modeling
- Ms. Fitness USA 1994 – Western States Division
- Ms. Fit Body Bay Area 1994[15]